# Hypolycaena burmana
Hypolycaena burmana är en fjärilsart som beskrevs av Evans. Hypolycaena burmana ingår i släktet Hypolycaena och familjen juvelvingar. Inga underarter finns listade i Catalogue of Life.